# Municipio de Prairie (condado de Crawford)
El municipio de Prairie (en inglés: Prairie Township) es un municipio ubicado en el condado de Crawford en el estado estadounidense de Illinois. En el año 2010 tenía una población de 594 habitantes y una densidad poblacional de 5,62 personas por km².

## Geografía
El municipio de Prairie se encuentra ubicado en las coordenadas 39°8′10″N 87°47′27″O / 39.13611, -87.79083. Según la Oficina del Censo de los Estados Unidos, el municipio tiene una superficie total de 105.74 km², de la cual 105,37 km² corresponden a tierra firme y (0,35 %) 0,37 km² es agua.

## Demografía
Según el censo de 2010, había 594 personas residiendo en el municipio de Prairie. La densidad de población era de 5,62 hab./km². De los 594 habitantes, el municipio de Prairie estaba compuesto por el 99,66 % blancos, el 0,17 % eran asiáticos, el 0,17 % eran isleños del Pacífico. Del total de la población el 0,34 % eran hispanos o latinos de cualquier raza.